# ダイナミューズ・アニメ特別授業
ダイナミューズ・アニメ特別授業（ダイナミューズ・アニメとくべつじゅぎょう）は、ラジオ大阪とラジオ日本で2004年5月3日から9月20日放送されていたアニラジ。司会ははりけ〜んずと桃井はるこ。放送時間は、ラジオ大阪が毎週月曜日24:30-25:00、ラジオ日本が毎週月曜日26:30-27:00。
番組内容は、アニメ業界の第一線で活躍するクリエイターをゲスト（番組内では特別講師と呼称）の迎えて、生い立ちやアニメ業界での様々なエピソード、アニメへの思い入れのほどなどを語ってもらうというもの。

## 特別講師
- 武田康廣 （ガイナックス取締役統括本部長）
- 黒田洋介 （脚本家）
- あかほりさとる （脚本家）
- 近藤光 （UFOテーブル代表取締役）
- 片岡義朗 （マーベラス音楽出版代表取締役社長）